# گربه‌مار خال‌سفید
گربه‌مار خال‌سفید (نام علمی: Boiga drapiezii)، که معمولاً با نام‌های مار گربه‌ای دراپیز و مار گربه‌ای خال‌سفید شناخته می‌شود، گونه‌ای از مارهای دراز و باریک دندان‌دار از خانواده قمچه‌ماران است. این گونه بومی دریای جنوب شرق آسیا است و در سراسر محدوده آن رایج است.
لقب drapiezii به افتخار طبیعت‌شناس بلژیکی آگوست دراپیز است.
B. drapiezii در بورنئو، اندونزی، شبه جزیره مالزی، فیلیپین، سنگاپور و تایلند ویتنام یافت می‌شود.
زیستگاه طبیعی ترجیحی B. drapiezii جنگل، در ارتفاعات ۸۰–۹۰۰ متر (۲۶۰–۲٬۹۵۰ فوت) است.
در طبیعت، گربه‌مار خال‍سفید قورباغه‌ها، گکوها و دیگر مارمولکهای کوچک، و همچنین حشرات، پرندگان و تخم پرندگان را شکار می‌کند.
B. drapiezii تخم‌گذار است.